# Francisco Silva (futebolista)
Francisco Andrés Silva Gajardo (Quillota, 11 de fevereiro de 1986) é um futebolista chileno que atua como volante. Defende atualmente o Universidad Católica.

## Carreira
Francisco Gato Silva começou na Universidad Católica, onde estreou em 2006, mas profissional estreou no Deportes Ovalle em 2005, onde atuou emprestado pela Universidad Católica.
Em 2007, foi emprestado ao Provincial Osorno. Voltou no ano seguinte e se consolidou no meio campo da Universidad Católica.

## Seleção Nacional
Estreou pela Seleção Chilena principal em 9 de maio de 2007 em partida amistosa contra Cuba.

## Títulos
Universidad Católica
- Campeonato Chileno: 2010
- Copa Chile: 2011
- Copa Ciudad de Temuco: 2012

Provincial Osorno
- Primera B do Chile: 2007

Club Brugge
- Copa da Bélgica: 2014-15

Seleção Chilena
- Copa América: 2015, 2016